# Heribert Berger
Heribert Mathias Berger (* 17. März 1921 in Villach; † 18. September 1999 in Innsbruck) war ein österreichischer Kinderarzt und Hochschullehrer.

## Leben
Heribert Berger wurde am 17. März 1921 als Sohn des Beamten Mathias Berger (* 10. Juli 1890 in Glanhofen, Kärnten) und dessen Ehefrau Sofie (geborene Burkert; * 9. Mai 1897 in Neutitschein, Mähren) in Villach geboren und am 21. März 1921 auf den Namen Heribert Mathias getauft. Seine Eltern wurden am 11. Juli 1920 in Villach-St. Martin getraut. Seine Firmung erfolgte am 29. Mai 1932 in Villach-St. Jakob.
Heribert Berger maturierte 1939 mit Auszeichnung und studierte an der Universität Wien Medizin, wo er im Oktober 1946 promovierte. Seine Ausbildung zum Kinderarzt begann er in Wien, wechselte dann zu Eduard Glanzmann an das Jenner-Kinderspital in Bern in der Schweiz. Am 11. August 1950 heiratete er dort standesamtlich und einen Tag später in der Berner Dreifaltigkeitskirche Jeanne Josephine Bütler. Diese Ehe blieb bis zum Tode von Berger aufrecht, miteinander hatte das Paar zwei Kinder.
1955 ging er zu Adolf Hottinger nach Basel, sein wissenschaftlicher Schwerpunkt lag auf dem Gebiet der Stoffwechselerkrankungen. In Basel nahm er die schweizerische Staatsbürgerschaft an, holte die dortige Matura nach, legte die eidgenössische Medizinalprüfung ab und promovierte noch einmal.  1959 habilitierte sich Berger mit der Arbeit „Aminoacidurie und Hyperaminoacidurie“, 1964 erfolgte die Ernennung zum außerordentlichen Professor für Kinderheilkunde an der Universität Basel. Nur wenige Monate später, am 25. Mai 1964 wurde er als Nachfolger von Hans Asperger zum ordentlichen Professor für Kinderheilkunde an der Universität Innsbruck berufen. Bis 1991 blieb Heribert Berger Vorstand der Kinderklinik Innsbruck und wurde zum 30. September 1991 emeritiert. Am 18. September 1999 verstarb er im Alter von 78 Jahren im Landeskrankenhaus Innsbruck.

## Wirken
Heribert Berger gründete die Sektion West der Österreichischen Gesellschaft für Kinderheilkunde, deren Präsident er zweimal war. Zeitweise führte er die Fachzeitschrift „Pädiatrie & Pädologie“. Drei Jahre nach seinem Dienstantritt in Innsbruck konnte der Neubau der Kinderklinik 1967 bezogen und am 7. April in Betrieb genommen werden. An der Innsbrucker Universität war Berger 1973 für kurze Zeit Dekan der Medizinischen Fakultät und im Studienjahr 1973/74 Rektor. In einem Rückblick auf sein Rektorat bedauerte Berger das gescheiterte Bemühen, das damals diskutierte Universitäts-Organisationsgesetz noch zu beeinflussen: „Ich bedauere es auch deshalb, weil mit diesem Lenkungsstil immer mehr Ideologie in die Universität hineingetragen wird … weil man damit von dem schwierigen, aber für die Universität verpflichtenden Weg zur Ermittlung der Wahrheit abkommt, indem man einem falsch verstandenen Relativismus und Pluralismus huldigt und dabei der Resignation Vorschub leistet.“
Heribert Berger war Mitinitiator der Kinderhilfsorganisation Rettet das Kind in Tirol und ab 1975 Schweizer Honorarkonsul in Innsbruck. Als „Anwalt der Kinder“ hatte er sich vehement gegen die Fristenlösung ausgesprochen. Schon in seiner Antrittsrede als Rektor der Universität Innsbruck betonte Berger seinen Einsatz gegen die Möglichkeit eines Schwangerschaftsabbruchs innerhalb der ersten drei Monate. Nach der Einführung der Fristenlösung in Österreich schrieb Berger in einem Meinungsbeitrag in der Wochenzeitung Die Furche vom „Massentöten“, das es zu bremsen gelte. Ein ungeborenes Kind findet sich denn auch im Rektorenbildnis von Heribert Berger, das der Innsbrucker Künstler Heinrich C. Berann gemalt hat.
Bergers Persönlichkeit wird in einem Beitrag im Wochenmagazin Profil so beschrieben: „Heribert Berger, der sie (die Kinderklinik Innsbruck, Anm.) bis Anfang der neunziger Jahre leitete, galt fachlich als Ass, menschlich als Despot. Er konnte Menschen auf eine Art niedermachen, dass gestandene Männer in Tränen ausgebrochen sind, erzählt ein Wegbegleiter. Wer einen Funken Selbstachtung und eine Alternative hatte, nahm den Ausgang.“

## Schriften
- Heribert Berger: Lehrkanzel und Klinik für Kinderheilkunde, in: Franz Huter (Hrsg.): Hundert Jahre Medizinische Fakultät Innsbruck 1869 bis 1969, 2. Teil: Geschichte der Lehrkanzeln, Institute und Kliniken, Innsbruck 1969, S. 439–450
- Heribert Berger: Universitäts-Kinderklinik Innsbruck 1965–1975, Innsbruck 1975
- Heribert Berger: Säuglingspflege. Hilfsbuch für den Hauswirtschaftsunterricht an österreichischen Volks- und Hauptschulen und im polytechnischen Lehrgang. Tyrolia-Verlag, Innsbruck [u. a.] 1995, ISBN 3-7022-1226-4
- Heribert Berger: Religion und das Kind, in: Archiv für Religionspsychologie. Band 4, Nr. 1, Vandenhoeck & Ruprecht, Göttingen 1980, S. 46–52 (jstor.org).

## Auszeichnungen
- 1975 Ehrenzeichen des Landes Tirol[10]
- 1981 Großer Leopold-Kunschak-Preis[12]
- 1984 Großes Silbernes Ehrenzeichen für Verdienste um die Republik Österreich[10][13]
- 1987 Großer Kardinal-Innitzer-Preis[7]
- 1991 Großes Goldenes Ehrenzeichen für Verdienste um die Republik Österreich[10][13]
- 1993 Sozialehrenzeichen der Stadt Innsbruck[14]